# Jatxou
Jatxou (en euskera: Jatsu) es una localidad y comuna francesa situada en el departamento de Pirineos Atlánticos, en la región de Aquitania y el territorio histórico vascofrancés de Labort.

## Geografía
La comuna de Jatxou están atravesadas por el río Nive, afluente del Adur y limita al norte con Mouguerre y Villefranque, Hasparren al este, Ustaritz al oeste, Larressore al suroeste y Halsou al sur.

## Economía
Se trata de una de las comunas productoras del AOC Piment d'Espelette-Ezpeletako Biperra.

## Heráldica
Partido: 1º, en campo de oro, un león rampante, de gules, que sostiene en su garra derecha, un dardo de lo mismo, puesto en barra y punta arriba, y 2º, en campo de azur, una capilla de plata, con el campanario abierto de azur, entrada construida de sable, y terrasada de sinople, que está llena de flores de retama, de oro.

## Demografía
| Gráfica de evolución demográfica de Jatxou entre 1800 y 2012 |
|                                                              |

Fuentes: Ldh/EHESS/Cassini e INSEE.